# Дж (диграф)
Дж — кириллический диграф.

## Использование
В белорусском и украинском языках обозначает звуки [ɖ͡ʐ] и [d͡ʒ] соответственно. На стыке приставки и корня читается как два отдельных звука (бел./укр.): аджыць/віджити. В украинском языке не является и никогда не являлся самостоятельной буквой; в современном белорусском также не является самостоятельной буквой, однако в прошлом иногда включался в алфавит.
Среди неславянских языков диграф используется в абазинском, коми, адыгейском, кабардино-черкесском, крымскотатарском и осетинском языках и обозначает звук [d͡ʒ] или [d͡ʑ]. Во всех этих языках диграф является самостоятельной буквой алфавита и чаще всего занимает место после буквы Д (в крымскотатарском — после Ч).

## Альтернативные записи
В сербском, македонском, черногорском и абхазском языках для записи этого диграфа используется знак Џ.